# Premi Lumière 2021
La cerimonia di premiazione della 26ª edizione dei Premi Lumière si è svolta il 19 gennaio 2021. Le candidature sono state annunciate il 14 dicembre 2020.

## Vincitori e candidati
I vincitori sono indicati in grassetto, a seguire gli altri candidati.
Miglior film
- Les choses qu'on dit, les choses qu'on fait, regia di Emmanuel Mouret
  - Adieu les cons, regia di Albert Dupontel
  - Due (Deux), regia di Filippo Meneghetti
  - Estate '85 (Été 85), regia di François Ozon
  - La ragazza con il braccialetto (La Fille au bracelet), regia di Stéphane Demoustier

Miglior regista
- Maïwenn - DNA - Le radici dell'amore (ADN)
  - Albert Dupontel - Adieu les cons
  - Filippo Meneghetti - Due (Deux)
  - Emmanuel Mouret - Les choses qu'on dit, les choses qu'on fait
  - François Ozon - Estate '85 (Été 85)

Migliore sceneggiatura
- Stéphane Demoustier - La ragazza con il braccialetto (La fille au bracelet)

Miglior attrice
- Martine Chevallier e Barbara Sukowa - Due (Deux)
  - Laure Calamy - Io, lui, lei e l'asino (Antoinette dans les Cévennes)
  - Emmanuelle Devos - I profumi di Madame Walberg (Les Parfums)
  - Virginie Efira - Adieu les cons
  - Camélia Jordana - Les choses qu'on dit, les choses qu'on fait

Miglior attore
- Sami Bouajila - Un figlio (Un fils)
  - Jonathan Cohen - Énorme
  - Albert Dupontel - Adieu les cons
  - Nicolas Maury - Garçon chiffon
  - Jérémie Renier - Slalom

Rivelazione femminile
- Noée Abita - Slalom
  - Najla Ben Abdallah - Un figlio (Un fils)
  - Nisrin Erradi - Adam
  - Mélissa Guers - La ragazza con il braccialetto (La fille au bracelet)
  - Fathia Youssouf - Donne ai primi passi (Mignonnes)

Rivelazione maschile
- Félix Lefebvre e Benjamin Voisin - Estate '85 (Été 85)
  - Guang Huo - La nuit venue
  - Djibril Vancoppenolle - Petit Pays
  - Alexandre Wetters - Miss
  - Jean-Pascal Zadi - Tout simplement noir

Migliore opera prima
- Due (Deux) , regia di Filippo Meneghetti
  - Un divano a Tunisi (Un divan à Tunis), regia di Manele Labidi Labbé
  - Donne ai primi passi (Mignonnes),  regia di Maïmouna Doucouré
  - Slalom regia di Charlène Favier
  - Tout simplement noir regia di Jean-Pascal Zadi e John Wax